# Samuel M. Shortridge

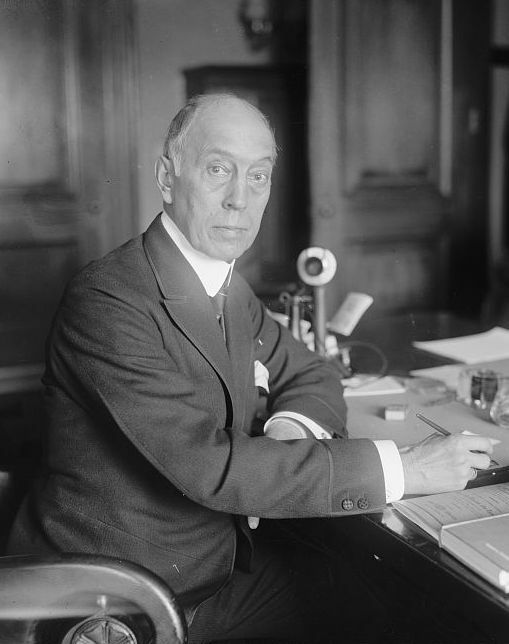
Samuel M. Shortridge

Samuel Morgan Shortridge (* 3. August 1861 in Mount Pleasant, Henry County, Iowa; † 15. Januar 1952 in Atherton, Kalifornien) war ein US-amerikanischer Politiker (Republikanische Partei), der den Bundesstaat Kalifornien im US-Senat vertrat.
Samuel Shortridge, ein Nachfahre des amerikanischen Pioniers Daniel Boone, zog mit seinen Eltern 1875 nach Kalifornien, wo sich die Familie in San José niederließ. Nach dem Besuch des Hastings College of Law in San Francisco wurde er 1884 in die Anwaltskammer aufgenommen und arbeitete danach in dieser Stadt als Jurist.
Bei den Präsidentschaftswahlen der Jahre 1888, 1900 und 1908 saß Shortridge jeweils für die Republikaner im Electoral College. 1914 bewarb er sich erstmals selbst um ein politisches Mandat, unterlag aber in der Primary seiner Partei vor der Wahl zum US-Senat dem Kongressabgeordneten Joseph R. Knowland, der dann seinerseits gegen den Demokraten James D. Phelan verlor.
Sechs Jahre später nominierten die Republikaner dann Shortridge, der bei der Senatswahl sowohl Phelan als auch die starken Konkurrenten der Prohibition Party und der Sozialisten bezwang. Er war im Sog der Präsidentschaftswahlkampagne von Warren G. Harding erfolgreich, der nach dem Ersten Weltkrieg die „Rückkehr zur Normalität“ propagierte. 1926 wurde er mit 63 Prozent der Wählerstimmen bestätigt; bei seinem dritten Anlauf unterlag er in der Primary der Republikaner. Unterstützt wurde er bei den Wahlkämpfen jeweils von seiner Schwester Clara Shortridge Foltz, die als erste Frau an der Westküste im Anwaltsberuf arbeitete.
Nach seiner politischen Laufbahn arbeitete Samuel Shortridge wieder als Anwalt. Von 1939 bis 1943 war er in Washington für das Justizministerium tätig, ehe er sich in Kalifornien zur Ruhe setzte.